# Liste der Baudenkmale in Schönewalde
In der Liste der Baudenkmale in Schönewalde sind alle Baudenkmale der brandenburgischen Stadt Schönewalde und ihrer Ortsteile aufgelistet. Grundlage ist die Veröffentlichung der Landesdenkmalliste mit dem Stand vom 31. Dezember 2023. Die Bodendenkmale sind in der Liste der Bodendenkmale in Schönewalde aufgeführt.

## Legende
In den Spalten befinden sich folgende Informationen:
- ID-Nr.: Die Nummer wird vom Brandenburgischen Landesamt für Denkmalpflege vergeben. Ein Link hinter der Nummer führt zum Eintrag über das Denkmal in der Denkmaldatenbank. In dieser Spalte kann sich zusätzlich das Wort Wikidata befinden, der entsprechende Link führt zu Angaben zu diesem Denkmal bei Wikidata.
- Lage: die Adresse des Denkmales und die geographischen Koordinaten. Link zu einem Kartenansichtstool, um Koordinaten zu setzen. In der Kartenansicht sind Denkmale ohne Koordinaten mit einem roten beziehungsweise orangen Marker dargestellt und können in der Karte gesetzt werden. Denkmale ohne Bild sind mit einem blauen bzw. roten Marker gekennzeichnet, Denkmale mit Bild mit einem grünen beziehungsweise orangen Marker.
- Bezeichnung: Bezeichnung in den offiziellen Listen des Brandenburgischen Landesamtes für Denkmalpflege. Ein Link hinter der Bezeichnung führt zum Wikipedia-Artikel über das Denkmal.
- Beschreibung: die Beschreibung des Denkmales
- Bild: ein Bild des Denkmales und gegebenenfalls einen Link zu weiteren Fotos des Baudenkmals im Medienarchiv Wikimedia Commons

## Allgemein
| ID-Nr.   | Lage               | Bezeichnung                                                        | Beschreibung | Bild                                                               |
| -------- | ------------------ | ------------------------------------------------------------------ | --- | ------------------------------------------------------------------ |
| 09135537 | Schönewalde (Lage) | Satzung zum Schutz des Denkmalbereichs „Stadtkern von Schönewalde“ | Der Denkmalbereich umfasst im Wesentlichen den Markt und die Kirchstraße. Weiter befinden sich vom Markt abgehend Teile der folgenden Straßen im Denkmalbereich: Schulgasse, Ernst-Thälmann-Straße, Karl-Marx-Straße, Schwarzer Weg und Weißener Straße. | Satzung zum Schutz des Denkmalbereichs „Stadtkern von Schönewalde“ |

## Baudenkmale in den Ortsteilen

### Ahlsdorf
Ahlsdorf wurde zum ersten Mal im Jahre 1380 urkundlich erwähnt. Die Kirche wurde im 14. Jahrhundert erbaut, eine Burg wird 1428 erwähnt. Um 1720 wurde das heutige Schloss erbaut.
| ID-Nr.                           | Lage                                                 | Bezeichnung | Beschreibung | Bild |
| -------------------------------- | ---------------------------------------------------- | --- | --- | --- |
| 09135288 Wikidata                | (Lage)                                               | Dorfkirche | Die Kirche ist ein rechteckiger Feldsteinbau aus dem 14. Jahrhundert, der Turm wurde 1717 hinzugefügt. In den Jahren von 1907 bis 1908 wurde die Kirche restauriert. Viele Ausstattungsgegenstände stammen aus dem 18. Jahrhundert, so der Altarretabel, die Kanzel und der Pfarrerstuhl. Die Patronatsloge wurde 1907/1908 eingebaut, ebenso der Taufstein. Weiter befinden sich zwei Epitaphien aus den Jahren 1732 und 1736 in der Kirche.         | weitere Bilder |
| 09136256 Teilobjekt zu: 09135288 | (Lage)                                               | Taufengel | Aus der Zeit um 1710 stammender, ca. 1,50 Meter großer Taufengel, der bei der Kirchenrenovierung um 1908 neu gefasst wurde. | Taufengel |
| 09135852 Teilobjekt zu: 09135288 | (Lage)                                               | Glocke | Eisenglocke, hergestellt im Jahr 1921 von der Linke-Hoffmann-Lauchhammer AG, Stahlwerk Torgau. | BW |
| 09135566                         | Parkstraße 3, 7, Thomas-Müntzer-Straße 13, 14 (Lage) | Südlicher Wirtschaftshof des Schlosses Ahlsdorf mit Schlosszufahrt und Teich, Garten des Verwalterhauses, Schlossgärtnerei mit Eiskeller, dorfseitiger Einfriedungsmauer und Remise | Der Wirtschaftshof wurde etwa 1908 erbaut. Er liegt südwestlich des Schlosses und trennt das Schloss vom Anger ab. Der Wirtschaftshof besteht aus Verwalterhaus, Wagenremise und einem Speichergebäude. Das Verwalterhaus ist ein eingeschossiges Haus mit einem Mansardwalmdach. | Südlicher Wirtschaftshof des Schlosses Ahlsdorf mit Schlosszufahrt und Teich, Garten des Verwalterhauses, Schlossgärtnerei mit Eiskeller, dorfseitiger Einfriedungsmauer und Remise |
| 09136331 Teilobjekt zu: 09135566 | Parkstraße 7 (Lage)                                  | Inspektorenhaus | | BW |
| 09136332 Teilobjekt zu: 09135566 | ()                                                   | Pferdestall | | ein Bild hochladen |
| 09136333 Teilobjekt zu: 09135566 | Parkstraße 3 (Lage)                                  | Speicher | | BW |
| 09136334 Teilobjekt zu: 09135566 | Thomas-Müntzer-Straße 14 (Lage)                      | Remise | | BW |
| 09135937 Teilobjekt zu: 09135566 | ()                                                   | Gartenhaus & Eiskeller | | ein Bild hochladen |
| 09135133                         | Parkstraße 6 (Lage)                                  | Schloss | Die winkelförmige Zweiflügelanlage wurde 1709 erbaut. Hier befand sich bereits 1448 ein Adelssitz, über dessen Gestalt nichts bekannt ist. Im Jahre 1709 wurde der Hauptflügel errichtet, 1720 kam der zweite Flügel hinzu. 1857 kaufte Johann Georg Siemens das Schloss und ließ es renovieren. Sein Sohn Georg von Siemens fügte im Jahre 1910 einen Wintergarten hinzu. Die Raumstruktur des Inneren im Stil des Neobarock ist erhalten geblieben. | Schloss |
| 09135134                         | Parkstraße 6 (Lage)                                  | Schlosspark und Parkbauten | Es ist ein 15 Hektar großer Park mit seltenen Bäumen und Sträuchern. Angelegt wurde der Park mit dem Bau des Schlosses im Jahre 1709. Im Park befinden sich die Gruft der Familie von Siemens, ein Teehaus und eine Flüsterbank. | Schlosspark und Parkbauten |
| 09136196 Teilobjekt zu: 09135134 | (Lage)                                               | Teepavillon | | BW |
| 09136197 Teilobjekt zu: 09135134 | (Lage)                                               | Erbbegräbnis | | BW |
| 09135721                         | Thomas-Müntzer-Straße 5 (Lage)                       | Dorfgasthof | Der Dorfgasthof wurde um 1900 angelegt und ist ein zweigeschossiger, traufständiger Ziegelbau mit Satteldach. Die Fassade ist unregelmäßig geformt, in der vierten Achse von links befindet sich der Eingang mit einem Risalit, ganz rechts befindet sich eine Einfahrt. Vor dem Haus stehen vier Linden. | Dorfgasthof |

### Bernsdorf
Das Gründungsjahr des Ortes ist unbekannt. Weiter nördlich befindet sich die Wüstung Alt-Bernsdorf, heute liegt hier der Fliegerhorst Holzdorf.
| ID-Nr.                           | Lage                    | Bezeichnung                                      | Beschreibung | Bild                                             |
| -------------------------------- | ----------------------- | ------------------------------------------------ | --- | ------------------------------------------------ |
| 09135587 Wikidata                | Kremitzstraße (Lage)    | Dorfkirche mit Kriegerdenkmal                    | Die Kirche wurde von 1907 bis 1908 erbaut, der Vorgängerbau war 1903 abgebrannt. Sie ist ein verputzter Saalbau mit einem dreiseitigen Chor und einem Turm. Der Turm ist eingezogen und hat eine geschwungene Haube mit einer offenen Laterne. Das Dach trägt Fledermausgauben. Die Ausstattung ist im wesentlich aus der Bauzeit und im neobarocken Stil gehalten. An der Nordseite der Kirche befindet sich ein Kriegerdenkmal. | weitere Bilder                                   |
| 09135857 Teilobjekt zu: 09135587 | Kremitzstraße (Lage)    | Glocke                                           | Die Glocke wurde 1925 gegossen. | BW                                               |
| 09135959 Teilobjekt zu: 09135587 | Kremitzstraße (Lage)    | Kriegerdenkmal                                   | | BW                                               |
| 09135609                         | Kremitzstraße 21 (Lage) | Wohnhaus                                         | Das Wohnhaus wurde am Anfang des 20. Jahrhunderts von einem Mittelbauern im historistischen Stil erbaut und war Teil eines Vierseithofs. Das Haus ist ein eingeschossiger, traufständiger Bau mit Satteldach und Drempel. Der Eingang befindet sich in der dritten Achsen von links, insgesamt sind es sechs Achsen. | Wohnhaus                                         |
| 09135611                         | Kremitzstraße 23 (Lage) | Wohnhaus mit Toranlage eines Mittelbauerngehöfts | Das Haus wurde 1909 erbaut. Es ist ein eingeschossiges, traufständiges Ziegelhaus mit einem Satteldach und einem Drempel. In der mittleren Achse befindet sich ein Zwerchhaus und der Eingang. | Wohnhaus mit Toranlage eines Mittelbauerngehöfts |

### Brandis
Brandis liegt etwa 4 Kilometer südwestlich von Schönewalde und östlich der Bundesstraße 101. Das erste Mal wurde das Dorf im Jahre 1380 erwähnt. Im Dreißigjährigen Krieg wurde der Ort zerstört, vor 1672 aber wieder besiedelt. Bei Bränden in den Jahren 1831 und 1832 wurden wesentliche Teil des Dorfs zerstört.
| ID-Nr.                           | Lage                    | Bezeichnung | Beschreibung | Bild           |
| -------------------------------- | ----------------------- | ----------- | --- | -------------- |
| 09135314 Wikidata                | Brandiser Winkel (Lage) | Dorfkirche  | Die evangelische Kirche wurde von 1896 bis 1897 als Backsteinbau im neoromanischen Stil erbaut. Die Ausstattung ist aus der Bauzeit. | weitere Bilder |
| 09135860 Teilobjekt zu: 09135314 | Brandiser Winkel (Lage) | Glocke      | | BW             |

### Dubro
| ID-Nr.                           | Lage                     | Bezeichnung | Beschreibung | Bild                    |
| -------------------------------- | ------------------------ | --- | --- | ----------------------- |
| 09135143                         | An den Teichen (Lage)    | Dorfkirche | Die evangelische Kirche wurde Ende des 13. Jahrhunderts erbaut. Im Jahr 1876 wurde die Kirche nach einem Brand erneuert und um eine Vorhalle und einen Turm erweitert. Im Inneren stammen die Decke, die Empore und der Altar ebenfalls aus dem Jahr 1876. | weitere Bilder          |
| 09135864 Teilobjekt zu: 09135143 | An den Teichen (Lage)    | Glocke | Die Glocke wurde im Jahre 1876 vom Bochumer Verein für Bergbau und Gussstahlfabrikation gegossen. | BW                      |
| 09135865 Teilobjekt zu: 09135143 | An den Teichen (Lage)    | Glocke | Die Glocke wurde im Jahre 1877 vom Bochumer Verein für Bergbau und Gussstahlfabrikation gegossen. | BW                      |
| 09135724                         | An den Teichen 24 (Lage) | Pfarrhaus mit Toranlage | Das ehemalige Pfarrhaus wurde 1908 erbaut. Es ist ein massiver Bau mit einem Mansarddach. An den Traufseiten befinden sich jedenweils Zwerchhäuser. Der Eingang befindet sich an der linken Giebelseite, davor eine kleine Freitreppe. Der Vorgarten wird von einem Tor von der Straße abgetrennt.                                                                             | Pfarrhaus mit Toranlage |
| 09135730                         | Südstraße 26 (Lage)      | Mittelbauerngehöft, bestehend aus Wohnhaus, rechtem Stallspeicher mit Backhaus, Durchfahrtscheune sowie Ziegelpflasterung der Hoffläche | Zum Gehöft gehören neben dem Wohnhaus noch ein Stall mit Backhaus und eine Scheune. | BW                      |
| 09136417 Teilobjekt zu: 09135730 | Südstraße 26 (Lage)      | Wohnhaus | Das Wohnhaus am Dorfanger wurde von 1914 bis 1917 erbaut. Es ist ein traufständiger, eingeschossiger Ziegelbau mit einem Satteldach. Zur Straßenseite befindet sich ein Zwerchhaus mit Dreiecksgiebel. Die Fassade ist ansonsten durch ein Gesims gegliedert. | BW                      |
| 09136418 Teilobjekt zu: 09135730 | Südstraße 26 (Lage)      | Stall | | BW                      |
| 09136419 Teilobjekt zu: 09135730 | Südstraße 26 (Lage)      | Scheune | | BW                      |
| 09135727                         | Werchauer Weg 3 (Lage)   | Turmwindmühle | Die Turmwindmühle wurde um 1880 erbaut, in Betrieb war sie bis 1987 als Schrotmühle. Es ist ein Ziegelbau mit vier Geschossen, die Haube ist drehbar. 1925/1926 wurden die Flügel und die Windrose entfernt, der Antrieb erfolgte erst mit einem Motor, seit 1940 mit einem Elektromotor. Von der Mühlentechnik ist nur wenig erhalten, so existiert der Mühlenfahrstuhl noch. | Turmwindmühle           |

### Freywalde
Freywalde wurde zum ersten Mal im Jahr 1398 erwähnt.
| ID-Nr.   | Lage                      | Bezeichnung                                    | Beschreibung | Bild |
| -------- | ------------------------- | ---------------------------------------------- | --- | ---- |
| 09135775 | Straße zur Eiche 6 (Lage) | Schafstall der einstigen Freywalder Gutsanlage | Der Schafstall befindet sich gegenüber dem ehemaligen Gut. Erbaut wurde der Bau aus Feldsteinen um das Jahr 1860. Es ist ein giebelständiges Gebäude mit einem Satteldach. | BW   |

### Grassau
| ID-Nr.                           | Lage                  | Bezeichnung                                                                                       | Beschreibung | Bild                                                                                              |
| -------------------------------- | --------------------- | ------------------------------------------------------------------------------------------------- | --- | ------------------------------------------------------------------------------------------------- |
| 09135156 Wikidata                | Hauptstraße (Lage)    | Dorfkirche                                                                                        | Die evangelische Kirche stammt aus der zweiten Hälfte des 13. Jahrhunderts und ist ein flach gedeckter rechteckiger Feldsteinbau. Das nebenstehende hölzerne Glockenhaus stammt aus jüngere Zeit und besitzt eine Glocke aus der ersten Hälfte des 14. Jahrhunderts. Die Fenster wurden im 18. Jahrhundert stichbogig vergrößert. Im Inneren steht ein Kanzelaltar aus der zweiten Hälfte des 18. Jahrhunderts. | weitere Bilder                                                                                    |
| 09135869 Teilobjekt zu: 09135156 | (Lage)                | Glocke                                                                                            | Die Glocke wurde in der ersten Hälfte des 14. Jahrhunderts gegossen. | BW                                                                                                |
| 09135670                         | Hauptstraße 16 (Lage) | Mittelbauerngehöft, bestehend aus Wohnhaus, Auszüglerhaus mit Stallspeicher und Durchfahrtscheune | Das aus Wohnhaus, Auszüglerhaus mit Stallspeicher und Durchfahrtscheune bestehende Gebäudeensemble wird auf die Zeit um 1900 datiert. Dabei entstand die als Fachwerkbau errichtete Scheune bereits in der zweiten Hälfte des 19. Jahrhunderts. | Mittelbauerngehöft, bestehend aus Wohnhaus, Auszüglerhaus mit Stallspeicher und Durchfahrtscheune |
| 09136393 Teilobjekt zu: 09135670 | Hauptstraße 16 (Lage) | Wohnhaus                                                                                          | | BW                                                                                                |
| 09136394 Teilobjekt zu: 09135670 | Hauptstraße 16 (Lage) | Auszüglerhaus & Stall                                                                             | | BW                                                                                                |
| 09136395 Teilobjekt zu: 09135670 | Hauptstraße 16 (Lage) | Scheune                                                                                           | | BW                                                                                                |
| 09135731                         | Hauptstraße 53 (Lage) | Durchfahrtscheune eines Kleinbauerngehöfts                                                        | Die als Fachwerkbau entstandene Scheune wird inschriftlich auf das Jahr 1911 datiert. | Durchfahrtscheune eines Kleinbauerngehöfts                                                        |

### Grauwinkel
| ID-Nr.   | Lage                        | Bezeichnung   | Beschreibung | Bild          |
| -------- | --------------------------- | ------------- | --- | ------------- |
| 09135645 | Neuländer Straße 14a (Lage) | Wohnstallhaus | Das Wohnstallhaus wurde in der Mitte des 18. Jahrhunderts erbaut. Es ist ein giebelständiges, eingeschossiges Haus mit einem Satteldach. Erbaut wurde es aus Fachwerk, der Giebel ist verbrettert. Der Wohnteil befindet sich zur Straße hin, der Stall ist an der Rückseite. Als Aussiedlerhaus ist es Teil eines Dreiseithofs. | Wohnstallhaus |

### Hohenkuhnsdorf
| ID-Nr.                           | Lage                  | Bezeichnung                | Beschreibung | Bild           |
| -------------------------------- | --------------------- | -------------------------- | --- | -------------- |
| 09135198                         | Hohenkuhnsdorf (Lage) | Dorfkirche mit Glockenturm | Die evangelische Kirche wurde 1732 als Fachwerkbau mit freistehendem verbretterten Glockenstuhl errichtet. Die Ausstattung im Inneren stammt aus der Bauzeit um 1732. Der Altaraufsatz ist aus Holz, in dem Hauptfeld befindet sich ein Kruzifix, der Korpus ist beschädigt und wurde deswegen entfernt. Die Kanzel steht auf einen Palmbaumfuß. Außerdem befindet sich in der Kirche eine Taufe und das Pfarr- und Patronatsgestühl. | weitere Bilder |
| 09136233 Teilobjekt zu: 09135198 | (Lage)                | Glockenturm                | | BW             |
| 09135853 Teilobjekt zu: 09135198 | (Lage)                | Glocke                     | | BW             |
| 09135854 Teilobjekt zu: 09135198 | (Lage)                | Glocke                     | | BW             |

### Horst
| ID-Nr.                           | Lage            | Bezeichnung | Beschreibung | Bild |
| -------------------------------- | --------------- | --- | --- | --- |
| 09135742                         | Horst 11 (Lage) | Mittelbauerngehöft, bestehend aus Wohnhaus, linkem Auszugshaus mit Stallung, linker Durchfahrtscheune, rückwärtigem Stallspeicher und rechtem Stallspeicher mit Toreinfahrt | Es handelt sich um das Gebäudeensemble eines Mittelbauerngehöfts. Dabei wird unter anderem das eingeschossige Wohngebäude auf das Jahr 1934 datiert. | Mittelbauerngehöft, bestehend aus Wohnhaus, linkem Auszugshaus mit Stallung, linker Durchfahrtscheune, rückwärtigem Stallspeicher und rechtem Stallspeicher mit Toreinfahrt |
| 09136425 Teilobjekt zu: 09135742 | Horst 11 (Lage) | Wohnhaus | Das Wohnhaus wurde 1934 erbaut. Es hat ein Geschoß, fünf Fensterachsen und eine Satteldach.                                                          | BW |
| 09136426 Teilobjekt zu: 09135742 | Horst 11 (Lage) | Stall & Auszüglerhaus | | BW |
| 09136427 Teilobjekt zu: 09135742 | Horst 11 (Lage) | Scheune | Die Scheune steht links auf dem Grundstück. | BW |
| 09136428 Teilobjekt zu: 09135742 | Horst 11 (Lage) | Stall | Der Stall schließ das Grundstück auf der Rückseite ab.                                                                                               | BW |
| 09136429 Teilobjekt zu: 09135742 | Horst 11 (Lage) | Stall | Der Stall befindet sich rechts auf dem Grundstück.                                                                                                   | BW |
| 09135671                         | Horst 13 (Lage) | Taubenturm und Hofpflasterung | Der dreieinhalbgeschossige quadratische Ziegelbau wird auf die Zeit um 1900 datiert.                                                                 | Taubenturm und Hofpflasterung |
| 09135737                         | Horst 17 (Lage) | Auszugshaus mit anschließendem Stallspeicher eines Mittelbauerngehöfts | Das Auszugshaus mit anschließendem Stallspeicher eines Mittelbauerngehöfts wird auf die Zeit um 1900 datiert.                                        | Auszugshaus mit anschließendem Stallspeicher eines Mittelbauerngehöfts |
| 09136421 Teilobjekt zu: 09135737 | Horst 17 (Lage) | Stall | | BW |

### Jeßnigk
Das erste Mal urkundlich erwähnt wurde Jeßnigk im Jahre 1383, die Kirche ist um 1300 entstanden. Im 18. Jahrhundert wurde eine Windmühle gebaut. Am 17. Dezember 1863 brannte fast das gesamte Dorf ab.
| ID-Nr.                           | Lage               | Bezeichnung                                                                            | Beschreibung | Bild           |
| -------------------------------- | ------------------ | -------------------------------------------------------------------------------------- | --- | -------------- |
| 09135199                         | (Lage)             | Dorfkirche                                                                             | Die Kirche ist ein rechteckiger flachgedeckter Feldsteinbau aus der Zeit um 1300. Der Sakristeianbau und der Dachturm wurden 1904 hinzugefügt. Die Ausstattung der Kirche stammt aus dem 18. Jahrhundert.          | weitere Bilder |
| 09135886 Teilobjekt zu: 09135199 | (Lage)             | Glocke                                                                                 | Die Glocke wurde um 1300 gegossen. | BW             |
| 09135887 Teilobjekt zu: 09135199 | (Lage)             | Glocke                                                                                 | Die Glocke wurde 1532 gegossen. | BW             |
| 09135644                         | Jeßnigk 20 (Lage)  | Durchfahrt- und Stallscheune eines Kleinbauerngehöfts                                  | Die Entstehung der Scheune wird auf die zweite Hälfte des 19. Jahrhunderts datiert. Die Scheune schließt einen Mittelbauernhof zum Feld ab.                                                                        | BW             |
| 09135292                         | Jeßnigk 82 (Lage)  | Dorfschule                                                                             | Die alte Dorfschule steht auf dem Anger westlich der Kirche und wurde Anfang des 19. Jahrhunderts erbaut. Sie ist ein eingeschossiger Fachwerkbau mit einem Satteldach.                                            | Dorfschule     |
| 09135642                         | Jeßnigk 87 (Lage)  | Durchfahrtsscheune und Granittraufenpflasterung der Hoffläche eines Kleinbauerngehöfts | Das Fachwerkgebäude mit Satteldach entstand um 1850. | BW             |
| 09135643                         | Jeßnigk 92 (Lage)  | Durchfahrt- und Stallscheune eines Kleinbauerngehöfts                                  | Die Scheune gehört zu einem Dreiseithof und wurde Anfang des 19. Jahrhunderts erbaut. Sie ist eine Fachwerkscheune mit einem Satteldach.                                                                           | BW             |
| 09135615                         | Jeßnigk 110 (Lage) | Neue Dorfschule mit Vorgarten und kleiner Hoflage                                      | Die neue Dorfschule wurde von 1949 bis 1950 erbaut. Sie ist ein eingeschossiger Ziegelbau mit einem Satteldach. Der Seitenflügel ist niedriger als das Haupthaus. Im Dachgeschoss befindet sich die Lehrerwohnung. | BW             |

### Knippelsdorf
Knippelsdorf wurde 1346 das erste Mal urkundlich erwähnt, die Kirche wurde etwas später erbaut. Am 20. Juni 1858 brannte ein großer Teil des Dorfs ab.
| ID-Nr.                           | Lage                    | Bezeichnung | Beschreibung | Bild                                                                        |
| -------------------------------- | ----------------------- | --- | --- | --------------------------------------------------------------------------- |
| 09135201                         | Lindenallee (Lage)      | Dorfkirche | Die Kirche ist ein rechteckiger Bau aus Feld- und Raseneisenstein aus der zweiten Hälfte des 13. Jahrhunderts, der Turm stammt vom Anfang des 20. Jahrhunderts. Der Kanzelaltar wurde 1846 aufgestellt, Teile davon sind aber älter. In der Predella befindet sich eine Darstellung des letzten Abendmahls. Die Orgel wurde 1873 erbaut. Die Bronzeglocke stammt aus dem Jahr 1590, die Eisengussglocke von der Schilling und Lattermann in Apolda aus dem Jahr 1925. | weitere Bilder                                                              |
| 09135888 Teilobjekt zu: 09135201 | Lindenallee (Lage)      | Glocke | Die Glocke stammaus dem Jahr 1590. Hersteller war Meister Heine aus Westfalen. | BW                                                                          |
| 09135889 Teilobjekt zu: 09135201 | Lindenallee (Lage)      | Glocke | Die Glocke stammaus dem Jahr 1925. Hersteller war Schilling und Lattermann aus Apolda. | BW                                                                          |
| 09135603                         | Dahmer Straße 23 (Lage) | Mittelbauerngehöft, bestehend aus Auszüglerhaus mit Vorgarten, der Durchfahrtscheune, gepflastertem Hofplatz und Ziegeltorpfeilern | Das Haus wurde um 1870/1880 erbaut. Es ist ein eingeschossiges, traufständiges Ziegelhaus mit einem Satteldach. Das Haus hat drei Achsen, der Eingang befindet sich an der Giebelseite im Hof. | weitere Bilder                                                              |
| 09136352 Teilobjekt zu: 09135603 | Dahmer Straße 23 (Lage) | Auszüglerhaus | | BW                                                                          |
| 0913 Teilobjekt zu: 09135603     | Dahmer Straße 23 (Lage) | Stall | | BW                                                                          |
| 0913 Teilobjekt zu: 09135603     | Dahmer Straße 23 (Lage) | Stall | | BW                                                                          |
| 0913 Teilobjekt zu: 09135603     | Dahmer Straße 23 (Lage) | Scheune | | BW                                                                          |
| 09135604                         | Dahmer Straße 30 (Lage) | Molkerei mit Vorgarten und Hofpflasterung                                                                                          | Die Molkerei wurde 1912 erbaut und war bis 1970 in Betrieb. Das giebelständige, zweigeschossige Haus aus Ziegelmauerwerk trägt ein Krüppelwalmdach. | Molkerei mit Vorgarten und Hofpflasterung                                   |
| 09135532                         | Lindenallee 7 (Lage)    | Pfarrhaus mit Pfarrhof | Das Pfarrhaus wurde 1890 erbaut. Es ist ein eingeschossiger Bau mit einem Satteldach. | weitere Bilder                                                              |
| 09135605                         | Lindenallee 8 (Lage)    | Stallspeicher mit Oberlaube sowie Backhaus mit Backofen und Hofpflasterung                                                         | Der Stallspeicher wurde im späten 18. Jahrhundert erbaut. Er ist ein zweigeschossiger Bau mit einer Oberlaube und einem Satteldach. Das Backhaus wurde 1880 erbaut, es ist noch funktionsfähig. | Stallspeicher mit Oberlaube sowie Backhaus mit Backofen und Hofpflasterung  |
| 09136357 Teilobjekt zu: 09135605 | Lindenallee 8 (Lage)    | Backhaus | Das Backhaus wurde 1880 erbaut. | BW                                                                          |
| 09135620                         | Lindenallee 18 (Lage)   | Linker Stallspeicher mit Oberlaube und Erweiterungsbau eines Stallspeichers                                                        | Der Stallspeicher gehört zu einem Vierseithof. Er ist ein zweigeschossiger Fachwerkbau mit einer Oberlaube und wurde in der zweiten Hälfte des 18. Jahrhunderts erbaut. | Linker Stallspeicher mit Oberlaube und Erweiterungsbau eines Stallspeichers |

### Knippelsdorf-Siedlung
Ursprünglich war die Siedlung eine Schäferei des Guts Werchau. 1904 kaufte Max Kiesel das Vorwerk. Nach dem Zweiten Weltkrieg wurde das Gut enteignet und es wurden Bauernhöfe für Flüchtlinge errichtet.
| ID-Nr.   | Lage               | Bezeichnung                                                                                           | Beschreibung                                                                        | Bild           |
| -------- | ------------------ | --- | ----------------------------------------------------------------------------------- | -------------- |
| 09135803 | Siedlung 5a (Lage) | Gutshaus einschließlich östlicher Garteneinfriedung und anschließenden Eingangstorpfosten zum Gutshof | Das Gutshaus wurde um 1910 erbaut. Auffällig ist der Belvedere-Turm des Gutshauses. | weitere Bilder |

### Schmielsdorf
Als Smylsdorff wird Schmielsdorf im Jahre 1419 das erste Mal erwähnt.
| ID-Nr.                           | Lage                   | Bezeichnung | Beschreibung | Bild |
| -------------------------------- | ---------------------- | --- | --- | --- |
| 09135723                         | Lindenstraße 3 (Lage)  | Mittelbauerngehöft mit Hofpflasterung, bestehend aus Wohnhaus mit Auszugshaus und Toreinfahrt, zwei Stallspeichern und Backhaus | Das Gehöft wurde Anfang des 20. Jahrhunderts erbaut. Es ist ein eingeschossiger Ziegelbau mit Drempel und Satteldach. Links neben dem Wohnhaus befindet sich das Auszüglerhaus aus dem Jahr 1905. Auch das Auszüglerhaus ist ein eingeschossiges Ziegelhaus mit Drempel und Satteldach. | Mittelbauerngehöft mit Hofpflasterung, bestehend aus Wohnhaus mit Auszugshaus und Toreinfahrt, zwei Stallspeichern und Backhaus |
| 09136411 Teilobjekt zu: 09135723 | Lindenstraße 3 (Lage)  | Wohnhaus | | BW |
| 09136412 Teilobjekt zu: 09135723 | Lindenstraße 3 (Lage)  | Auszüglerhaus | | BW |
| 09136413 Teilobjekt zu: 09135723 | Lindenstraße 3 (Lage)  | Stall | | BW |
| 09136414 Teilobjekt zu: 09135723 | Lindenstraße 3 (Lage)  | Backhaus | | BW |
| 09135542                         | Lindenstraße 15 (Lage) | Wohnstallhaus | Das Wohnstallhaus steht am östlichen Ortsrand. Es ist ein eingeschossiges Fachwerkhaus mit einem Satteldach. | Wohnstallhaus |

### Schönewalde
| ID-Nr.                           | Lage                        | Bezeichnung | Beschreibung | Bild |
| -------------------------------- | --------------------------- | --- | --- | --- |
| 09135817                         | Am Park (Lage)              | Denkmal für die Gefallenen des Ersten Weltkriegs vor dem Friedhof                                                                                      | Nordwestlich des Friedhofseingangs steht das Denkmal für die Gefallenen des Ersten Weltkriegs, aufgestellt wurde es um 1925/1930. Auf einem Fundament aus Feldstein steht ein Sockel aus Muschelkalk, darauf dann eine Pyramide aus Muschelkalk mit Reliefs. Auf dem Sockel befindet sich eine Tafel mit den Namen der Gefallenen aus Schönewalde. | Denkmal für die Gefallenen des Ersten Weltkriegs vor dem Friedhof                                                                                      |
| 09135818                         | Am Park (Lage)              | Friedhofskapelle mit den ältesten Grabmalen, Friedhofsmauer und angrenzende Grabreihen mit schmiedeeisernen Einfriedungen, Mausoleum in der Südostecke | Die Friedhofskapelle ist ein Fachwerkbau mit einem Satteldach aus dem 18. Jahrhundert. Im Jahre 1761 wurde die Kapelle zum ersten Mal erwähnt, sie ist somit eine der älteste Kapelle im Landkreis. | Friedhofskapelle mit den ältesten Grabmalen, Friedhofsmauer und angrenzende Grabreihen mit schmiedeeisernen Einfriedungen, Mausoleum in der Südostecke |
| 09136449 Teilobjekt zu: 09135818 | Am Park (Lage)              | Grabmal | | BW |
| 09136450 Teilobjekt zu: 09135818 | Am Park (Lage)              | Grabanlage & Mausoleum | | BW |
| 09135240                         | Kirchstraße (Lage)          | Stadtpfarrkirche St. Nikolai | Die evangelische Kirche wurde nach einem Brand des Vorgängerbaus im Jahre 1803 errichtet. Im Inneren stehen ein Kanzelaltar und eine Taufe aus der Bauzeit. Die Orgel stammt aus der Zeit zum Ende des 18. Jahrhunderts. Südlich des Chors befinden sich zwei Grabsteine aus dem 18. Jahrhundert. | weitere Bilder |
| 09135241                         | Kirchstraße 5 (Lage)        | Pfarrhaus | Das Pfarrhaus wurde 1772 erbaut. Es ist ein Fachwerkhaus mit zwei Geschossen und einem Krüppelwalmdach. Rechts befindet sich eine Tordurchfahrt. | Pfarrhaus |
| 09135526                         | Markt 20 (Lage)             | Ackerbürgerhaus mit Hofbebauung | Das Haus wurde zum Ende des 18. Jahrhunderts erbaut. Es ist ein traufständiges, zweigeschossiges Fachwerkhaus mit einem Satteldach. Auf der rechten Seite des Hauses befindet sich eine hohe und breite Tordurchfahrt. Der Eingang befindet sich links in der dritten Achse. Der Grundriss aus der Bauzeit ist erhalten geblieben. Zum Haus gehören Stallungen und eine Scheune aus Fachwerk aus der Zeit um 1900.                                                                   | Ackerbürgerhaus mit Hofbebauung |
| 09135960 Teilobjekt zu: 09135526 | Markt 20 (Lage)             | Stall | Die beiden Ställe stehen an beiden Seiten des Hofes. | BW |
| 09135960 Teilobjekt zu: 09135526 | Markt 20 (Lage)             | Scheune | Die Scheune steht parallel zum Wohnhaus und grenzt den Hof somit zum Garten ab. | BW |
| 09135525                         | Markt 43 (Lage)             | Wohnhaus | Das Haus wurde im 18. Jahrhundert erbaut. Es ist ein zweigeschossiges, traufständiges Fachwerkhaus mit einem Satteldach. Links von der Hofeinfahrt befinden sich zwei Fensterachsen, rechts davon eine Fensterachse. Im Obergeschoss befinden sich vier Achsen. | Wohnhaus |
| 09135274                         | Pestalozzistraße 6 (Lage)   | Otto-Nagel-Schule | Die Otto-Nagel-Schule wurde 1930 nach einem Entwurf des Hallenser Architekten Bruno Föhre erbaut. Im Jahr 1945 brannte sie aus. Beim Wiederaufbau 1949 wurde der Klassentrakt aufgestockt. Es ist ein Ziegelbau mit L-förmigen Grundriss und einem Walmdach. | Otto-Nagel-Schule |
| 09135242                         | Straße der Jugend 7 (Lage)  | Paltrockmühle und Backofen | Die Mühle wurde 1835 oder 1855 ursprünglich in Königs Wusterhausen erbaut. Sie wurde je nach Quelle 1865, 1872 oder 1879 nach Kleine Mühle, einem Wohnplatz von Teupitz versetzt und im Jahr 1939 nach Schönewalde transloziert. Sie wurde dabei von einer Bockwindmühle zu einer Paltrockwindmühle umgebaut. Die Mühle wurde bis 1972 elektrisch betrieben. Die Mühlentechnik ist vollständig erhalten und heute noch funktionsfähig.                                               | weitere Bilder |
| 09136252 Teilobjekt zu: 09135242 | Straße der Jugend (Lage)    | Backofen | | BW |
| 09135703                         | Wilhelm-Pieck-Straße (Lage) | Gedenkstätte mit sowjetischem Ehrenmal | Die Gedenkstätte wurde im Mai 1947 eingeweiht. Hier wurden sowjetische Soldaten bestattet, die in Falkenberg hingerichtet wurden oder im Lazarett in Schönewalde gestorben waren. Es sind 157 Gräber. Ein Ehrenmal befindet sich in der Mitte der Anlage. Dieses Ehrenmal besteht aus Sockel mit neun Stufen, an den Ecken stehen Sockel mit Schalen. Auf den neun Stufen erhebt sich eine Stele mit einem Sowjetstern. Zur Straße hin befindet sich eine Tafel mit einer Inschrift. | Gedenkstätte mit sowjetischem Ehrenmal |

### Stolzenhain/Hartmannsdorf
| ID-Nr.                           | Lage                     | Bezeichnung                    | Beschreibung | Bild                           |
| -------------------------------- | ------------------------ | ------------------------------ | --- | ------------------------------ |
| 09135246                         | Jugendstraße (Lage)      | Dorfkirche                     | Der Feldsteinbau besteht aus Schiff und relativ langem, eingezogenem rechteckigen Chor vom Ende des 13. Jahrhunderts. Der Turmaufsatz in Fachwerkbauweise stammt vom Ende des 18. Jahrhunderts.           | Dorfkirche                     |
| 09135917 Teilobjekt zu: 09135246 | Jugendstraße (Lage)      | Glocke                         | Die Glocke wurde 1556 von Andreas Bacher gegossen. | BW                             |
| 09135719                         | Lindenweg 14 (Lage)      | Stallspeicher des Pfarrgehöfts | Der Stallspeicher liegt südlich der Kirche und wurde zur Mitte des 19. Jahrhunderts erbaut. Er ist ein Fachwerkbau mit Satteldach. Es ist Teil des alten Pfarrgehöfts.                                    | Stallspeicher des Pfarrgehöfts |
| 09135738                         | Thälmannstraße 11 (Lage) | Wohnhaus eines Handwerkers     | Das Wohnhaus steht am Ortsrand und wurde 1919 erbaut. Es ist ein eingeschossiger, traufständiger Massivbau mit einem Drempel und einem Satteldach. Auf der linken Seite befindet sich eine Tordurchfahrt. | Wohnhaus eines Handwerkers     |

### Wiepersdorf
| ID-Nr.                           | Lage             | Bezeichnung | Beschreibung | Bild           |
| -------------------------------- | ---------------- | ----------- | --- | -------------- |
| 09135267 Wikidata                | Im Winkel (Lage) | Dorfkirche  | Rechteckiger flachgedeckter Granitquaderbau aus der zweiten Hälfte des 13. Jahrhunderts, Turm aus dem 14. Jahrhundert, Ausstattung aus dem 19. Jahrhundert | weitere Bilder |
| 09135922 Teilobjekt zu: 09135267 | Im Winkel (Lage) | Glocke      | Die Glocke wurde von der Firma Ulrich und Weule im Jahre 1922 gegossen.                                                                                    | BW             |

### Wildenau
Der Ort liegt fünf Kilometer südöstlich von Schönewalde. Erwähnt wurde der Ort zum ersten Mal im Jahr 1346.
| ID-Nr.                           | Lage                      | Bezeichnung                                              | Beschreibung | Bild                                                     |
| -------------------------------- | ------------------------- | -------------------------------------------------------- | --- | -------------------------------------------------------- |
| 09135268                         | Alte Dorfstraße 68 (Lage) | Dorfkirche                                               | Die evangelische Dorfkirche ist ein rechteckiger Granitquaderbau, erbaut um 1300 und somit im Kern frühgotisch. Im späten Mittelalter wurde die Kirche erhöht und nach Westen verlängert. In der Barockzeit wurden die Öffnungen verändert. Der quadratische Dachturm in Ziegelfachwerk mit geschweiftem Zeltdach stammt aus dem 19. Jahrhundert und wurde nach einem Brand 1953 erneuert. Zahlreiche Grabsteine (Epitaphien) befinden sich an den Außenmauern der Kirche, vor allem von der Familie von Leipzig. Ein Taufstein aus der Entstehungszeit und eine Orgel von 1891, erbaut von Orgelbaumeister Rühlmann in Zörbig, befinden sich im Inneren. Die Kirche wurde von 1999 bis 2007 umfangreich saniert. | weitere Bilder                                           |
| 09135923 Teilobjekt zu: 09135268 | Alte Dorfstraße 68 (Lage) | Glocke                                                   | | BW                                                       |
| 09135924 Teilobjekt zu: 09135268 | Alte Dorfstraße 68 (Lage) | Glocke                                                   | | BW                                                       |
| 09135744                         | Alte Dorfstraße 37 (Lage) | Wohnhaus und Durchfahrtscheune eines Mittelbauerngehöfts | Das Wohnhaus eines Dreiseithofs wurde gegen Ende des 19 Jahrhunderts erbaut. Es ist ein eingeschossiger Ziegelbau mit einem Satteldach. Die Scheune wurde 1923 als Fachwerkbau errichtet. | Wohnhaus und Durchfahrtscheune eines Mittelbauerngehöfts |
| 09136430 Teilobjekt zu: 09135744 | Alte Dorfstraße 37 ()     | Scheune                                                  | Die Scheune wurde um 1870 erbaut. Es ist ein Fachwerkbau mit einem Satteldach. | ein Bild hochladen                                       |
| 09135640                         | Alte Dorfstraße 23 (Lage) | Wohnhaus eines Handwerkers                               | Das Haus wurde um 1800 erbaut, ein Hof gehörte nicht dazu. Es ist somit das älteste Haus des Ortes. Das Haus ist ein eingeschossiger, traufständiger Fachwerkbau mit einem Satteldach. | Wohnhaus eines Handwerkers                               |